# Badminton bei den Sukan Malaysia 2018
Badminton wurde bei den Sukan Malaysia 2018, den malaysischen Nationalspielen, vom 9. bis zum 18. September 2018 in Ipoh in fünf Einzel- und zwei Teamdisziplinen gespielt.

## Sieger und Platzierte
| Disziplin    | Gold | Silber | Bronze |
| ------------ | --- | --- | --- |
| Herreneinzel | Tan Jia Wei | Aidil Sholeh Bin Ali Sadikin | Yeoh Seng Zoe |
| Herreneinzel | Tan Jia Wei | Aidil Sholeh Bin Ali Sadikin | Faiz Rozain |
| Dameneinzel  | Kisona Selvaduray | Lee Ying Ying | Ng Qi Xuan |
| Dameneinzel  | Kisona Selvaduray | Lee Ying Ying | Eoon Qi Xuan |
| Herrendoppel | Aaron Chia Tee Kai Wun | Hoo Pang Ron Soh Wooi Yik | Ameer Amri Zainuddin Nur Izzuddin |
| Herrendoppel | Aaron Chia Tee Kai Wun | Hoo Pang Ron Soh Wooi Yik | Chen Tang Jie Goh Sze Fei |
| Damendoppel  | Anna Cheong Ching Yik Toh Ee Wei | Eng Sin Jou Pearly Tan | Tew Jia Jia Yap Yee |
| Damendoppel  | Anna Cheong Ching Yik Toh Ee Wei | Eng Sin Jou Pearly Tan | Nurul Farisha Abd Malek Tang Wen Xin |
| Mixed        | Aaron Chia Toh Ee Wei | Soh Wooi Yik Wong Kha Yan | Chen Tang Jie Ng Qi Xuan |
| Mixed        | Aaron Chia Toh Ee Wei | Soh Wooi Yik Wong Kha Yan | Goh Sze Fei Kisona Selvaduray |
| Herrenteam   | Penang Cheam June Wei Ching Kai Feng Choong Hon Jian Low Eu Cong Ng Eng Cheong Sim Fong Hau Tan Jia Wei Yeoh Seng Zoe                                       | Kuala Lumpur Chia Wei Jie Hoo Pang Ron Helmie Zulhaidee Bin Zulman Leong Jun Hao Lim Chong King Mohamad Najmi Kamarudin Muhammad Aiman Bin Abdul Malek Soh Wooi Yik | Negeri Sembilan Aiman Mustaqim Bin Shahabuddin Chen Jia Huo Chen Tang Jie Mohamad Rausyan Shah Bin Mohd Ridzuan Shah Ng Jun Yan Tan Foo Hou Wong Wai Jun                                                          |
| Herrenteam   | Penang Cheam June Wei Ching Kai Feng Choong Hon Jian Low Eu Cong Ng Eng Cheong Sim Fong Hau Tan Jia Wei Yeoh Seng Zoe                                       | Kuala Lumpur Chia Wei Jie Hoo Pang Ron Helmie Zulhaidee Bin Zulman Leong Jun Hao Lim Chong King Mohamad Najmi Kamarudin Muhammad Aiman Bin Abdul Malek Soh Wooi Yik | Selangor Aidil Sholeh Jhotiswaran Karupathevan Low Hang Yee Man Wei Chong Mohamad Syazmil Idham Bin Zainal Abidin Muhammad Nuraidil Adha Bin Azman Muhammad Shaqeem Eiman Bin Shahyar Satheishtharan Ramachandran |
| Damenteam    | Selangor Dharshana Haridass Dharshinie Vasigaran Lee Zhi Qing Letshanaa Karuppathievan Ng Wan Win Saranya Navaratnarajah Teoh Mei Xing Thinaah Muralitharan | Perak Chelsie Tim Shee Qei Chew Jia Hui Chew Jia Wern Desiree Siow Hao Shan Eoon Qi Xuan Lee Ying Ying Nur Ernisa Alya Zainal Abidin Valeree Siow                   | Kedah Cheng Su Hui Cheng Su Yin Eng Sin Jou Nur Sahira Binti Mohd Puzi Nur Syaza Binti Roshidi Ong You Thien Pearly Tan Yeshveenii Kalaiselvan                                                                    |
| Damenteam    | Selangor Dharshana Haridass Dharshinie Vasigaran Lee Zhi Qing Letshanaa Karuppathievan Ng Wan Win Saranya Navaratnarajah Teoh Mei Xing Thinaah Muralitharan | Perak Chelsie Tim Shee Qei Chew Jia Hui Chew Jia Wern Desiree Siow Hao Shan Eoon Qi Xuan Lee Ying Ying Nur Ernisa Alya Zainal Abidin Valeree Siow                   | Negeri Sembilan Karina Lim Shu Yi Kelly Siow Zhi Xin Kisona Selvaduray Low Yeen Yuan Ngan Suk Jin Nur Azlinda Azlin Binti Hassim Vanessa Ng Po Lyn                                                                |